# Urapa
Urapa es una pequeña población del estado mexicano de Michoacán de Ocampo, localizada en el municipio de Ario. Al año 2020 tiene 912 habitantes, de los cuales 461 son hombres y 451 mujeres.
Urapa también es conocido por rancho la campana, lugar donde murió el General Victor Rosales tras una emboscada.